# Saïd Benrahma
Mohamed Saïd Benrahma (Arabic: محمد سعيد بن رحمة; sinh ngày 10 tháng 8 năm 1995) là một cầu thủ bóng đá chuyên nghiệp người Algeria, thi đấu ở vị trí tiền đạo cánh trái cho câu lạc bộ Lyon ở Ligue 1, hiện đang được cho mượn từ West Ham United, và đội tuyển quốc gia Algeria.
Benrahma bắt đầu sự nghiệp chuyên nghiệp của mình tại Nice, sau đó cho mượn tại Angers, Gazélec Ajaccio và Châteauroux trong giai đoạn sớm của sự nghiệp. Anh trở nên nổi bật tại giải EFL Championship sau khi chuyển đến Brentford vào năm 2018, ghi 27 bàn trong 83 trận cho đội bóng tại phía Tây London trước khi chuyển đến Premier League với West Ham vào năm 2021 sau một thời gian cho mượn.